# Медвідчук Микола Федорович
Микола Федорович Медвідчу́к (1886, Снідавка — 1946, Снідавка) — український майстер різьблення й випалювання на дереві та художнього оброблення металу. Батько різьбяра Михайла Медвідчука.

## Творчість
Виготовляв з дерева посуд, хрести, музичні інструменти, сідла-тарниці, прикрашені різьбленим орнаментом; з металу — лускогоріхи, каблучки, ножі, оздоблені карбованим геометричним орнаментом.
В Національному музеї народного мистецтва Гуцульщини та Покуття імені Йосафата Кобринського у Коломиї зберігаються 7 творів майстра.